# Russelieae
Russelieae je maleni tribus iz porodice trpučevki (Plantaginaceae smješten u potporodicu Chelonoideae). Ime je dobio po tipičnom rodu Russelia čijih su 43 vrste rasprostranjene poglavito po Meksiku, a neke na jug sve do Kolumbije i Kube. 

## Rodovi
Tribus Russelieae Pennell
1. Russelia Jacq. (43 spp.); ruzelija, vazdazeleni polugrmovi
2. Tetranema Benth. (5 spp.)